# Leptogaster keiseri
Leptogaster keiseri là một loài ruồi trong họ Asilidae. Leptogaster keiseri được Martin miêu tả năm 1964. Loài này phân bố ở vùng nhiệt đới châu Phi.